# Cazzuola

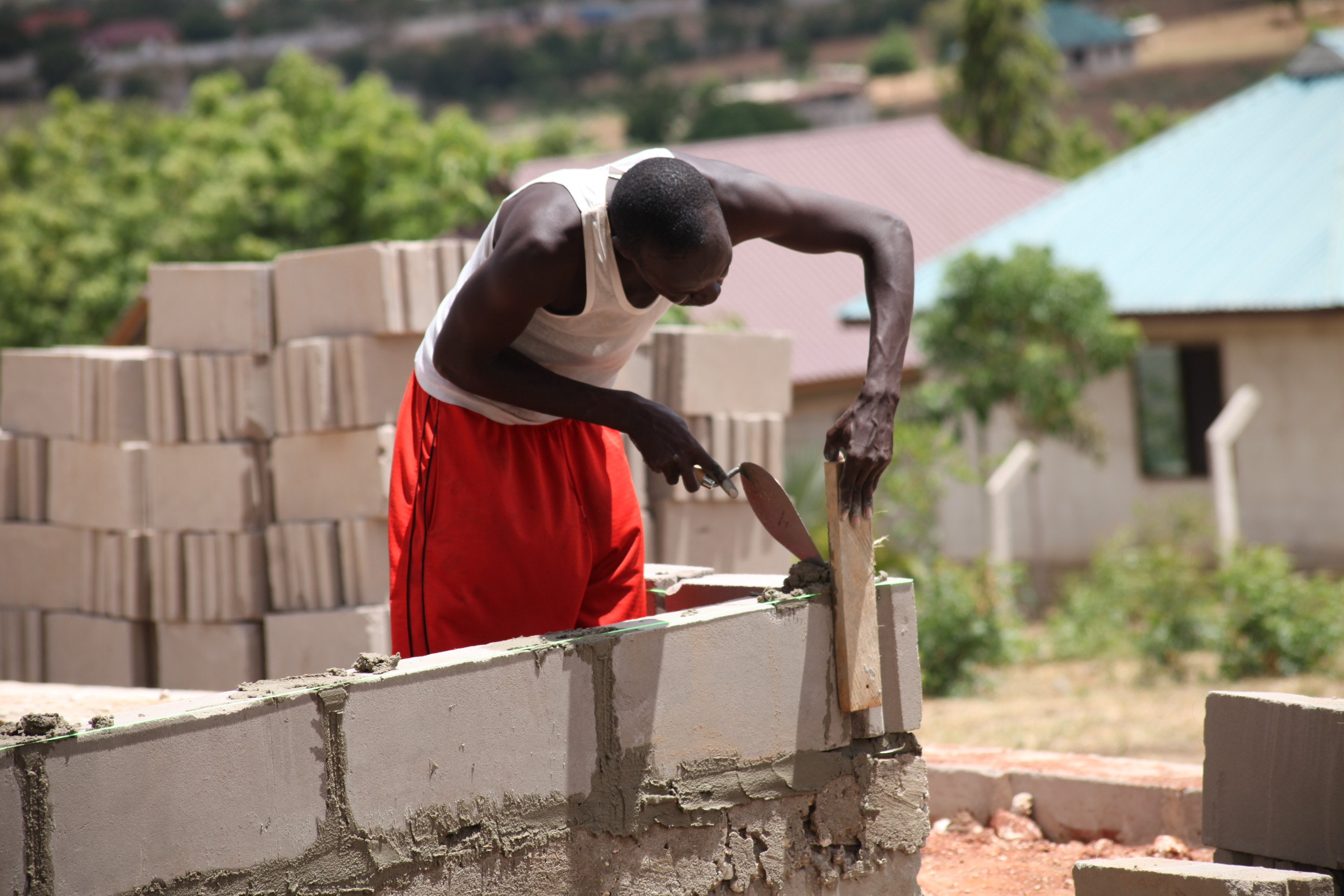
Muratore con cazzuola

La cazzuola (o cazzola) è uno strumento manuale di lavoro usato nell'edilizia dal muratore per costruire e modellare strutture di grandi o medie grandezze. 
Viene utilizzata principalmente per spalmare la malta tra i mattoni, per applicare rinzaffi e intonaci sulle murature, per riempire gli interstizi vuoti nei muri in pietra, per impastare materiali vari e per spianarli sulle superfici.

## Caratteristiche

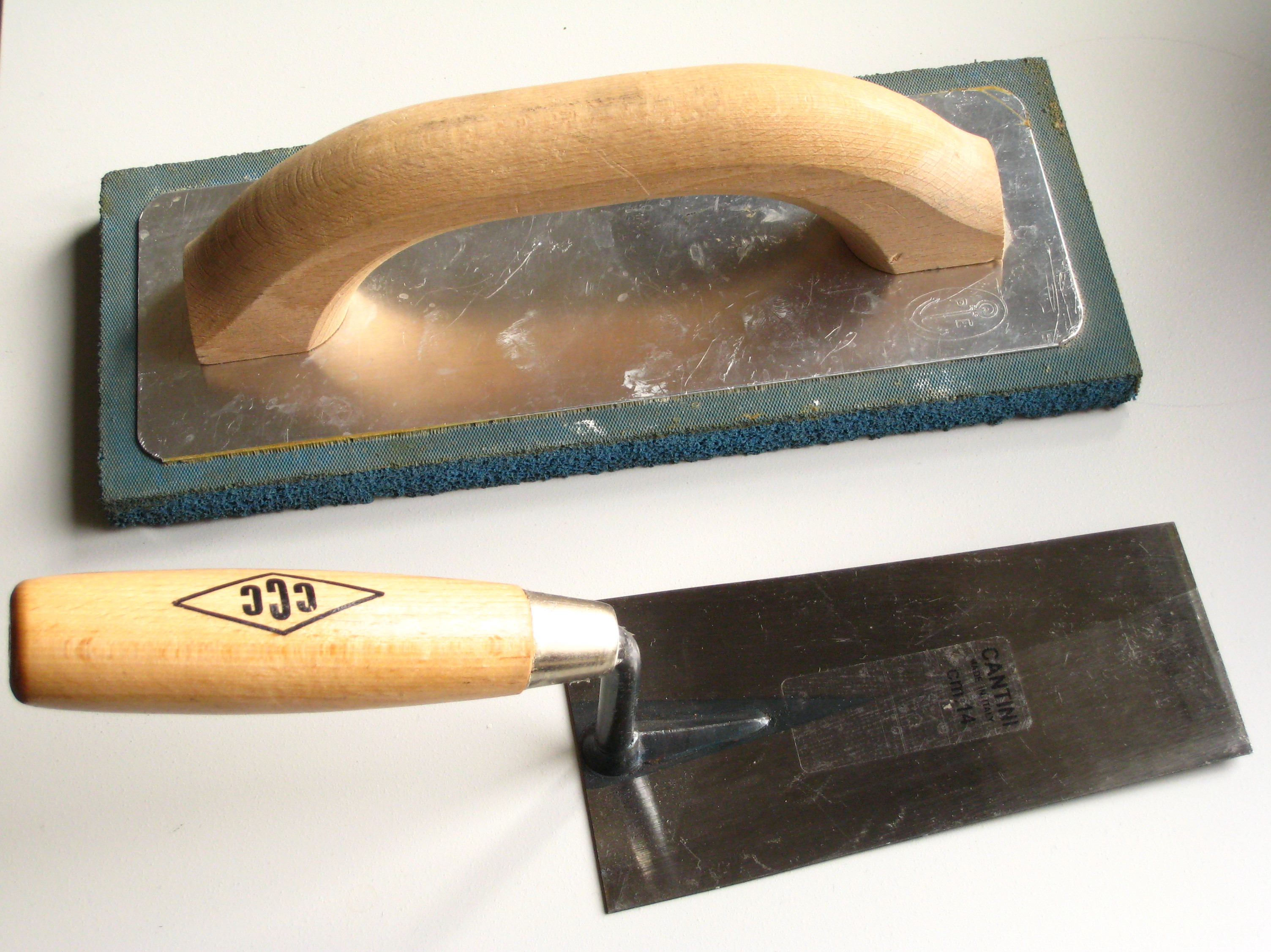
Cazzuola a punta quadra (in basso) e frattazzo (in alto)

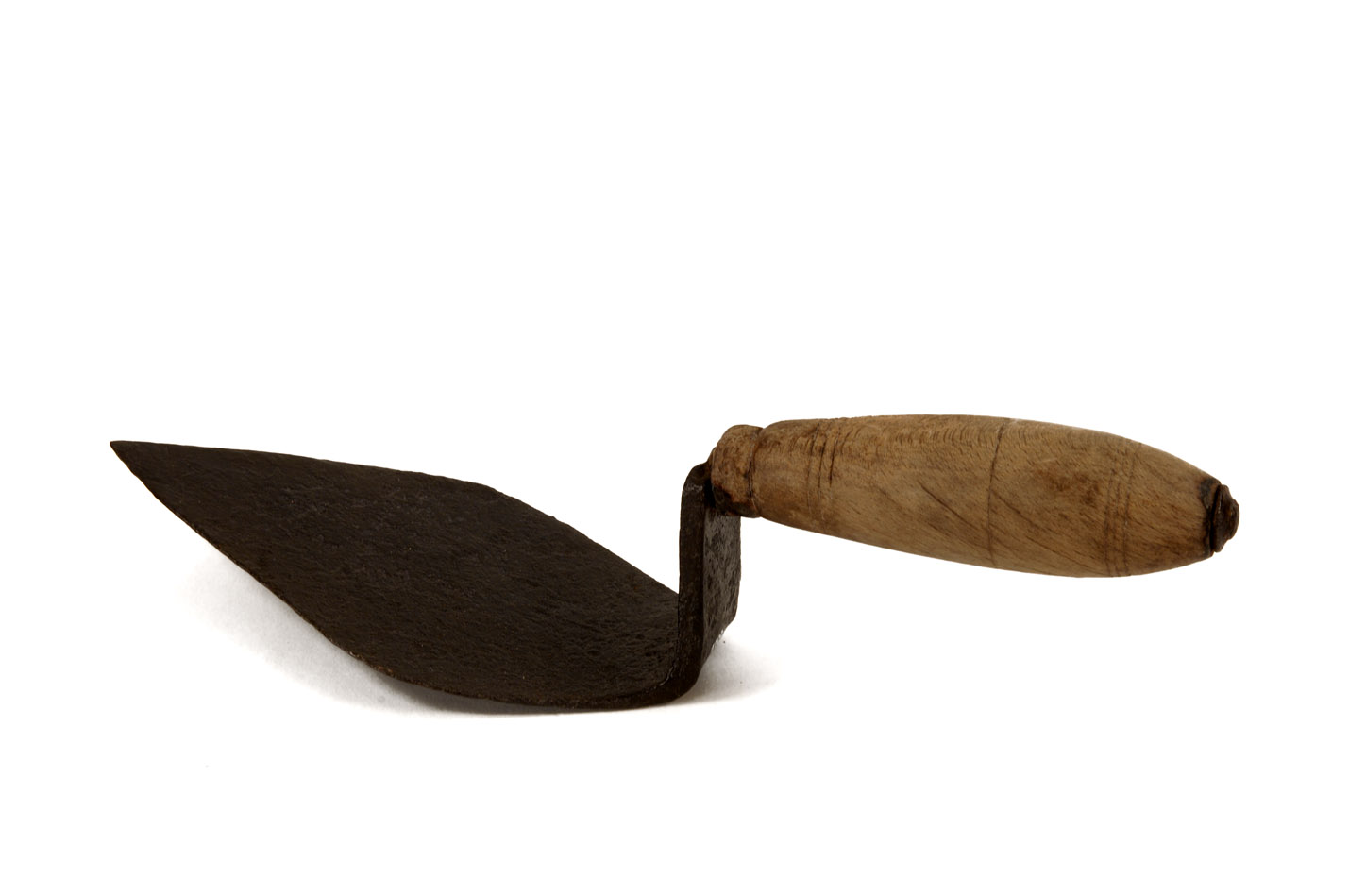
Cazzuola.

È costituita da una lama d'acciaio, che nei modelli più sofisticati può essere inossidabile, rastremata verso l'estremità opposta all'impugnatura, volta a darle una flessibilità differenziata.
Il manico, in legno o materiale plastico, spesso con sagomature per facilitare la presa, è saldamente fissato ad angolo retto sulla base.
A seconda del tipo di materiale da lavorare e della tipologia del manufatto su cui si deve intervenire, la conformazione della punta può variare notevolmente; può essere trapezoidale, a punta formante un angolo acuto, oppure piatta o quadra, come nell'immagine a fianco. La parte verso il manico può essere sia a spigoli vivi che arrotondata.
Anche le dimensioni sono molto variabili, dalla più piccola, chiamata cazzuolino, alle più grandi, per usi generici.
Esistono inoltre cazzuole di forma particolare, adatte a lavorare gli angoli esterni od interni di una muratura.

## Simbolismo

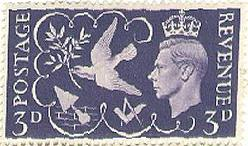
Francobollo britannico raffigurante il re Giorgio VI con vari simboli massonici. A sinistra in basso appare una cazzuola a punta.

La cazzuola è uno dei più conosciuti simboli della massoneria utilizzato per indicare il lavoro compiuto in loggia.
Come simbolo di operosità la cazzuola è usata anche in ambiente araldico, come per esempio nell'arma del comune di Sequals.

## Denominazioni locali italiane
- Lazio e Campania: Cucchiara (il cazzuolino "cucchiarotto")
- Salento: Cucchiara (il cazzuolino "cucchiarinu")
- Toscana: Mestola
- Calabria: Manipula
- Basilicata: Cucchiar
- Sicilia: Manicula (il cazzuolino "maniculinu")
- Veneto: Casiòla "Spalivièr"